# Seksualne manjine
Seksualne manjine predstavljaju one društvene skupine koje se po svom seksualnom identitetu, orijentaciji i praksama razlikuju od većine koja ih okružuje u društvu. Ovaj je pojam skovan kasnih 1960-ih pod utjecajem revolucionarne knjige švedskog autora Larsa Ullerstama "Erotske manjine" (De erotiska minoriteterna), koja je snažno zagovarala toleranciju i empatiju prema različitim vrstama seksualnosti. Ovaj je termin je iskorišten u analogiji s nacionalnim manjinama. U Hrvatskoj se ovaj termin počinje češće koristiti tijekom 2000-ih, s jačanjem LGBT zajednice i pokreta.
U početku se ovaj termin odnosio samo na lezbijke, gejeve, biseksualne i transrodne osobe. Ove četiri kategorije se često grupno nazivaju LGBT.
Druge grupe na koje se ovaj pojam može odnositi su razne grupe fetišista, poput onih koje prakticiraju bondage, disciplinu, dominaciju i pokoravanje i/ili sadomazohizam (kolektivni naziv je obično BDSM). Pojam se u širem smislu može koristiti i za aseksualne osobe, kao i osobe koje su heteroseksualne i čija seksualna praksa može biti isključivo konvencionalna (vanilla seks), ali čiji je izbor partnera/partnerica neuobičajen, kao što su swingeri, poliamoristi ili osobe koje su u drugačijim nemonogamnim vezama, osobe koje preferiraju mlađe ili starije partnere/ice i osobe koje preferiraju međurasne veze.
Pojam seksualne manjine se odnosi samo na grupe koje prakticiraju seksualne odnose za koje imaju pristanak partnera, odnosno partnerice. Ovaj se pojam stoga ne koristi za silovatelje, pedofile i sl. Isto se tako ne koristi za osobe koje samo povremeno uključe istopolne seksualne odnose ili druge nekonvencionalne odnose (kink) u svoj općenito konvencionalni heteroseksualni život.

## Kontroverze
Mnoge LGBT osobe protive se da se pojam seksualnih manjina primjenjuje na njih i radije se odlučuju za termin LGBT. Postoje različiti razlozi za ovakav stav. Na primjer, neke LGBT osobe smatraju da ih ovaj pojam nepovratno svrstava u diskriminirajuću kategoriju  "manjine", dok u stvari žele biti integralni i uvažavani dio društva. Primjedbe se također javljaju zbog velike inkluzivnosti ovog pojma koji može uključiti i razne fetišističke grupe, kao što su BDSM, poliamoristi i sl. Neke LGBT osobe žele da se postave jasne granice između seksualnih praksi (npr. BDSM), seksualne orijentacije (homoseksualnost, biseksualnost…) i rodnih identiteta (transrodnost).
Neke transseksualne i transrodne osobe imaju primjedbe na ovaj pojam iz drugog razloga; smatraju da transrodnost i transseksualnost nemaju nikakve veze sa seksom, seksualnim praksama i seksualnom orijentacijom, već s rodom, rodnom disforijom, rodnim izražavanjem i raznim rodnim inačicama. Ove osobe stoga smatraju da ubrajanje njih u grupu seksualnih manjina ne odgovara istini, jer one predstavljaju rodne manjine.
Neke se konzervativne grupe protive ovom pojmu, jer smatraju da riječ "manjina" daje legitimnost ovim grupama, poput nacionalnih manjina, i ukazuje na zaštitu od diskriminacije, što po političkom stavu konzervativaca, seksualne manjine ne zaslužuju.